# Sancai
Sancai (chinesisch 三彩, Pinyin Sāncǎi) ist eine Glasurtechnik der chinesischen Keramik, die vor allem mit den drei Farben Braun, Grün und Cremefarben arbeitet. (Daher auch der chinesische Name, der übersetzt „drei Farben“ bedeutet.) Sie ist vor allem für die Tang-Dynastie (618–907) charakteristisch, wo sie ungefähr ab dem Jahr 700 auftritt.

## Beschreibung

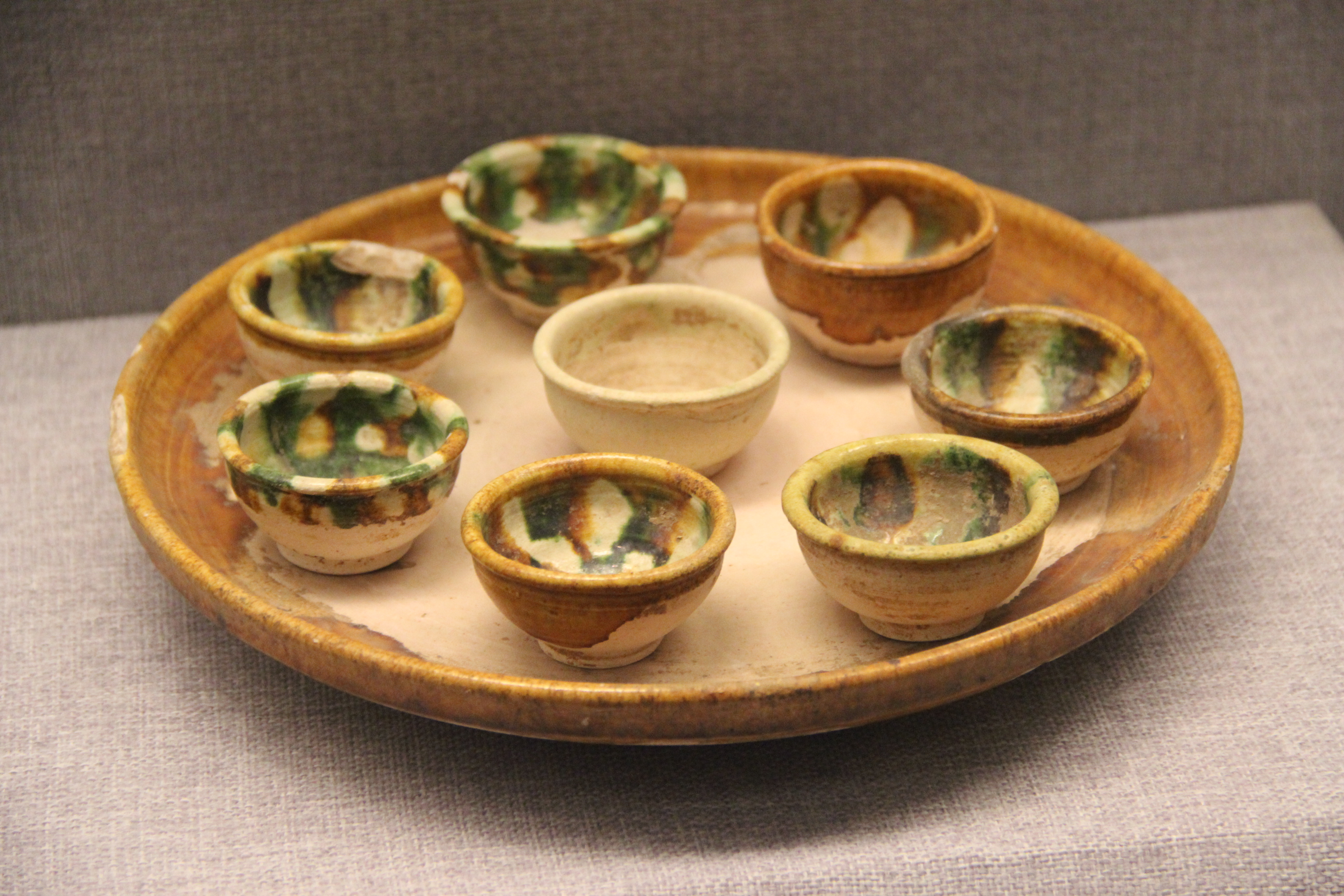
Acht Becher auf und ein Teller in Sancai-Keramik, Tang-Dynastie, New Luoyang City Museum

### Prozess
Bei Sancai handelt es sich um glasiertes Irdengut. Es wurde zweimal gebrannt, aber bei niedrigeren Temperaturen, und war somit in der Herstellung günstiger als Porzellan oder Seladon-Keramik. Zudem konnten auch große Objekte hergestellt werden.
Sancai-Keramiken wurden aus weißem Ton hergestellt, der glasiert und bei rund 800 °C gebrannt wurde. Dabei kam eine Bleiglasur zum Einsatz, die zu mindestens 50 % aus Bleioxid, vermischt mit anderen Mineralien, bestand. Die Farbeffekte wurden durch Beimischung von Kupfer (für eine grüne Farbe) und Eisen (das braun-gelb färbt) erreicht. Seltener kamen auch Mangan und Kobalt (blau färbend) zum Einsatz. Die Glasur wurde zum Teil nicht direkt auf den Grundkörper, sondern auf einen weißen Schlicker aufgetragen.
Beim gleichzeitigen Einsatz mehrerer Glasuren verlaufen die Farben an den Rändern. Manchmal wurden im Grundkörper vorgegebene Gebiete präzise gefärbt, oft wurde das Verlaufen der Farben aber auch bewusst eingesetzt. Bei vielen Keramiken folgt die Farbgebung nicht genau den Konturen der Figuren oder es finden sich sogar Farbspritzer. Die Farben wurden häufig mit einem Schwamm aufgetragen. Oft verbleiben die unteren ein bis zwei Drittel von Gefäßen unglasiert.

### Verwendung
Die Dreifarbentechnik wurde bei verschiedenen keramischen Produkte angewandt. Einerseits sind da kleinere Figuren, die Männer und Frauen, darunter Musiker und Tänzer, abbilden und die als Grabbeigaben verwendet wurden. Unter anderem sind Händler aus fremden westlichen Ländern mit stilisierten Gesichtszügen dargestellt, auch Pferde, Kamele und andere Tiere sind häufig vertreten. Auf der anderen Seite haben viele Objekte Formen der Gebrauchskeramik, sind also zum Beispiel Krüge, Schüsseln und Teller.
Sancai-Objekte sind fast ausschließlich bei Ausgrabungen als Grabbeigaben gefunden worden, abgesehen von Grabungen an Produktions- und Handelsstätten. Daher vertreten einige Wissenschaftler die Ansicht, auch die Sancai-Keramik in Gebrauchsform könnte ausschließlich für die Verwendung als Grabbeigabe produziert worden sein. Als weiteres Argument wird hier auf die mögliche Giftigkeit der Bleiglasur hingewiesen. Andere Autoren sind der Meinung, dass Schüsseln und Krügen zumindest eine zeremonielle Verwendung zugekommen sein könnte. Sie berufen sich darauf, dass zumindest in Japan importierte Sancai-Keramiken nachweislich so verwendet worden seien. Es gibt aber auch Autoren, die der Ansicht sind, dass die Sancai-Waren auch zu regulären Zwecken benutzt worden sein könnten. Hierzu führen sie an, dass an einigen oberirdischen Stellen zumindest Scherben gefunden worden sind. Manche Utensilien sind aber definitiv nicht zum Alltagsgebrauch bestimmt gewesen, da sie entweder die falsche Größe haben oder aufgrund des porösen Materials keine Flüssigkeiten halten könnten.

## Geschichte

### Vorläufer
Vor der Entwicklung der Sancai-Keramik gab es in der östlichen Han-Dynastie (25–220 n. Chr.) bereits die grün glasierte Keramik, in der die grüne Farbe auf dieselbe Weise durch Kupferzusatz hervorgebracht wurde.

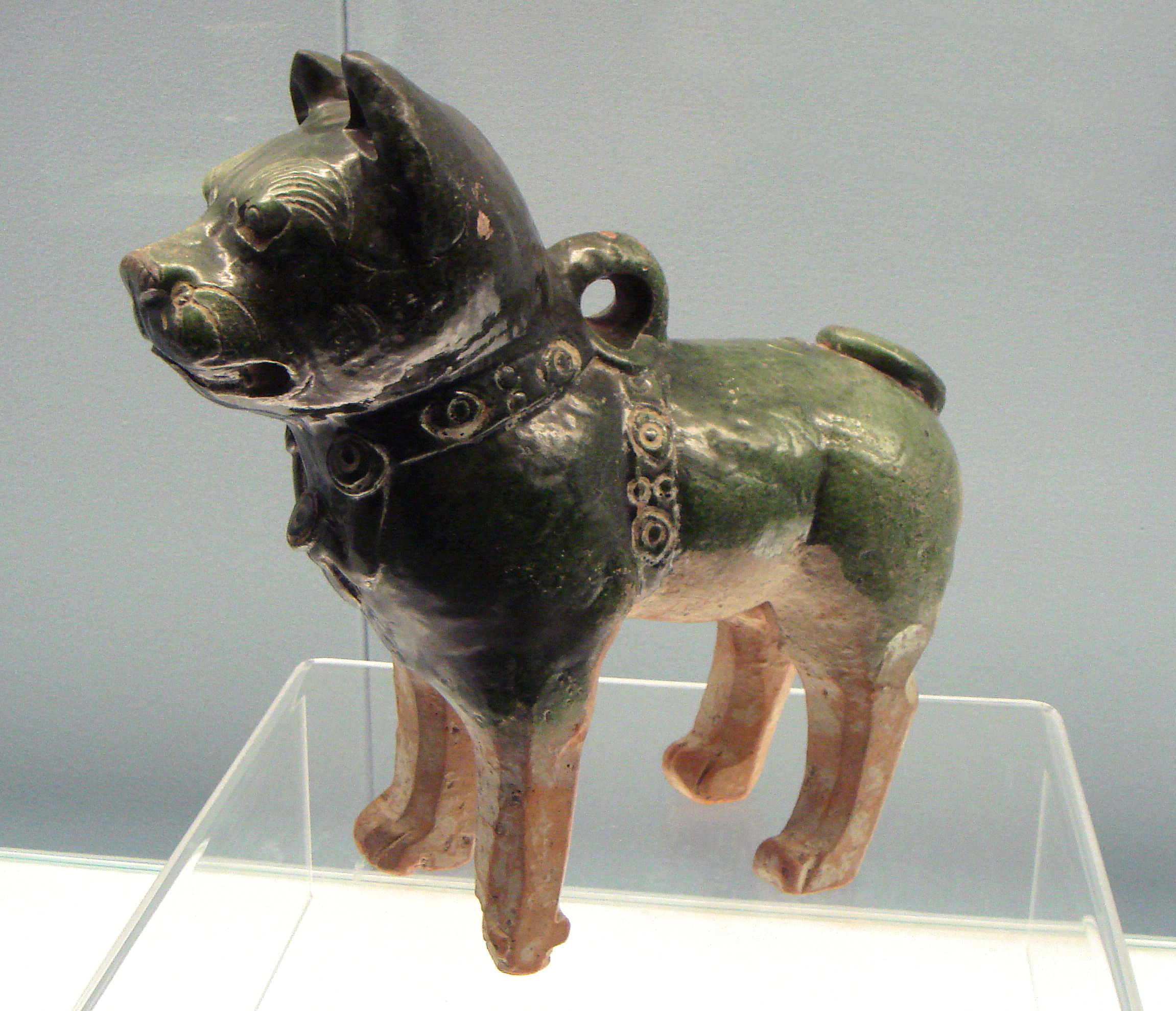
Figur eines Hundes, grün glasierte Keramik, östliche Han-Dynastie, Shanghai Museum

### Tang-Dynastie
Die erste bekannte Sancai-Keramik stammt aus einem Grab aus dem Jahr 663. Die Produktion lief aber nicht während der Gesamtheit der Tang-Dynastie konstant, im Gegenteil ist die Produktion wohl bereits nach 70 Jahren in den Wirren der An-Lushan-Rebellion im Jahr 755 und der tibetischen Invasion 763 ganz zum Erliegen gekommen.
Es wurden bisher drei Haupt-Produktionsstätten für die Sancai-Keramik der Tang-Zeit gefunden: der Gongyi-Brennofen zwischen den Städten Luoyang und Zhengzhou in der Provinz Henan und weiter östlich der Huangbao-Brennofen sowie der Liquanfang-Brennofen in der Provinz Shaanxi. Die Gräber, in denen Sancai-Keramik gefunden wurde, befinden sich zum Großteil in der Nähe von Xi’an in der Provinz Shaanxi. Einige gibt es auch in den Provinzen Henan und Shanxi sowie einige verstreute Funde in anderen Provinzen.
Sancai-Keramik wurde auch in großem Umfang aus dem chinesischen Kaiserreich exportiert, und es sind Beispiele in Japan (Nara), in der Ladung eines chinesischen Schiffswracks in Indonesien, auf Sri Lanka, im Irak und in Ägypten gefunden worden.

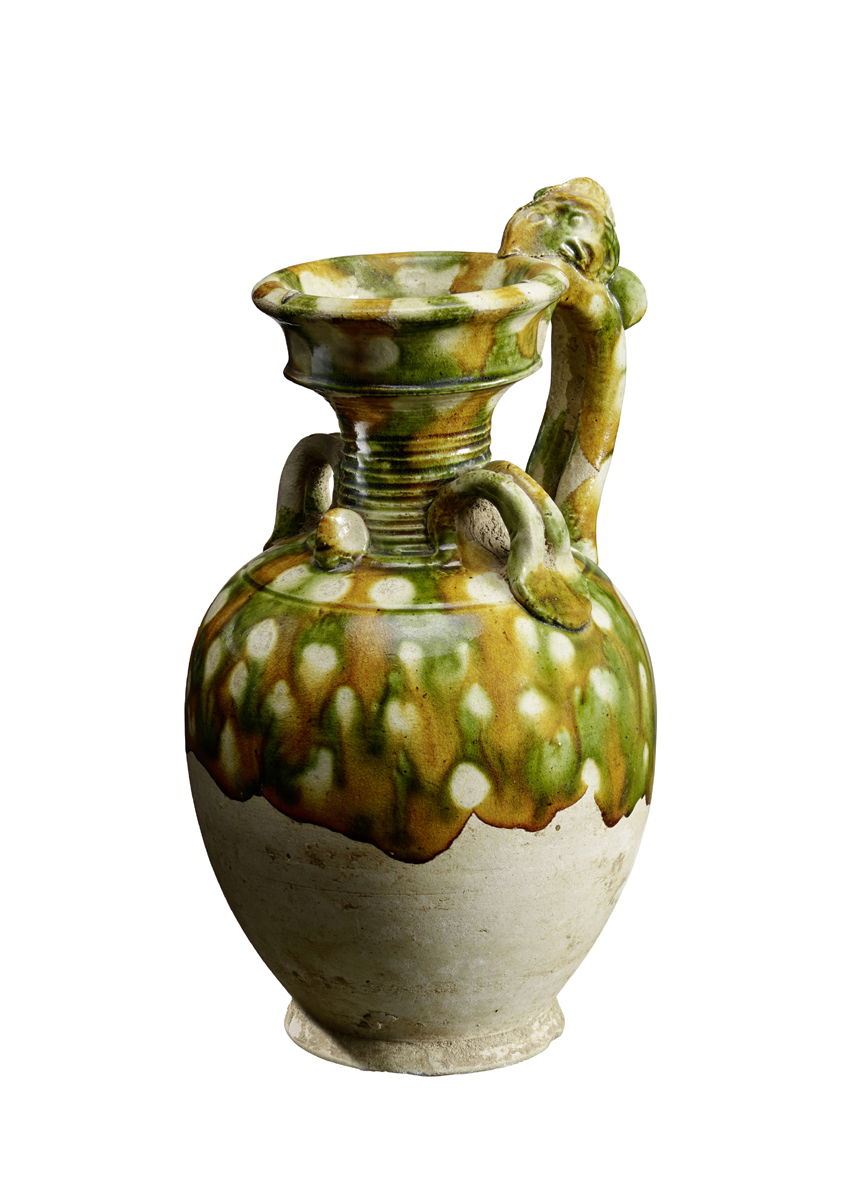
Krug mit Phönixkopfhenkel, 7. Jahrhundert, Museum für Kunst und Gewerbe Hamburg
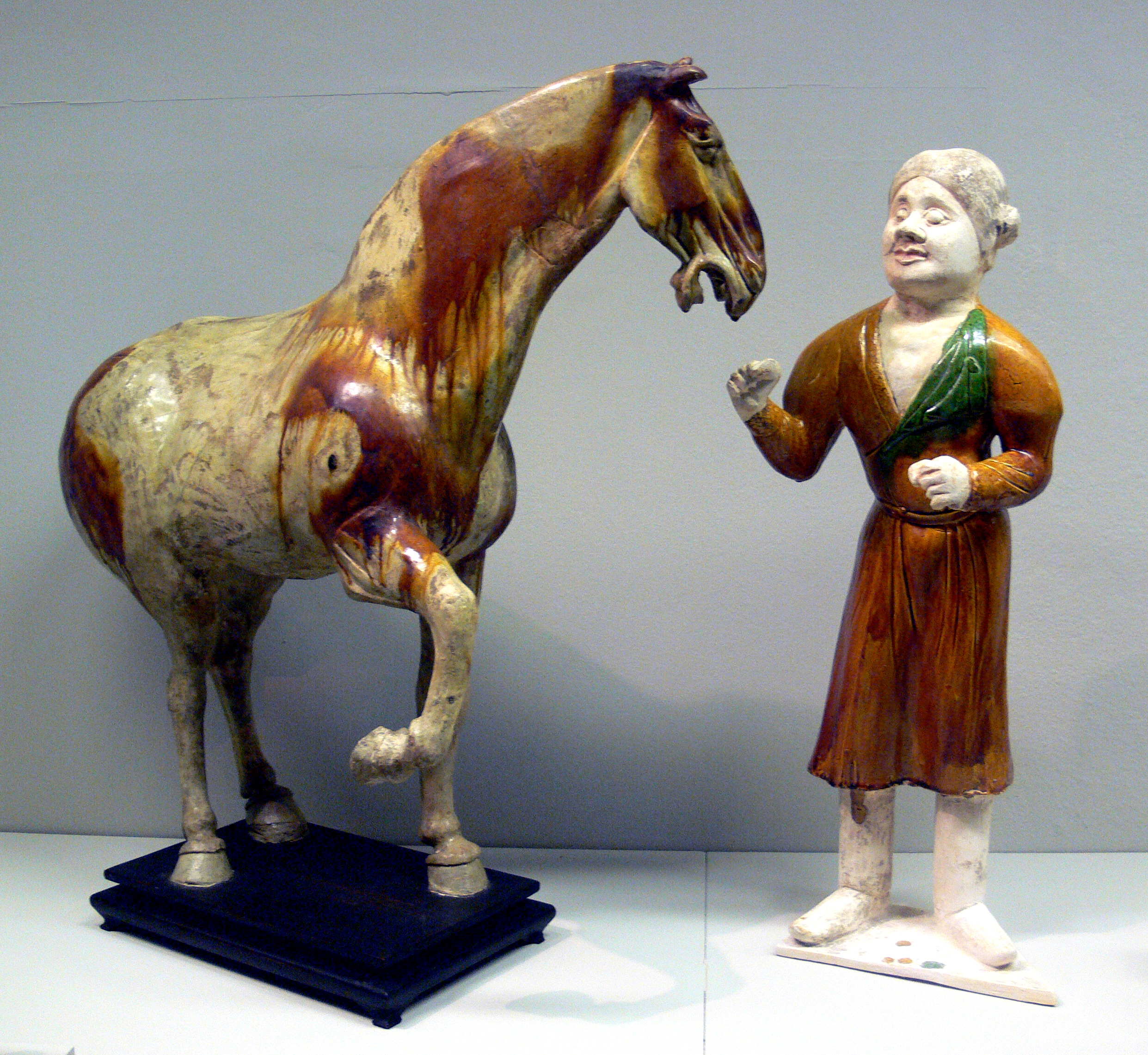
Ein Pferd und ein Pferdeknecht, beide 1. Hälfte des 8. Jahrhunderts, Linden-Museum Stuttgart
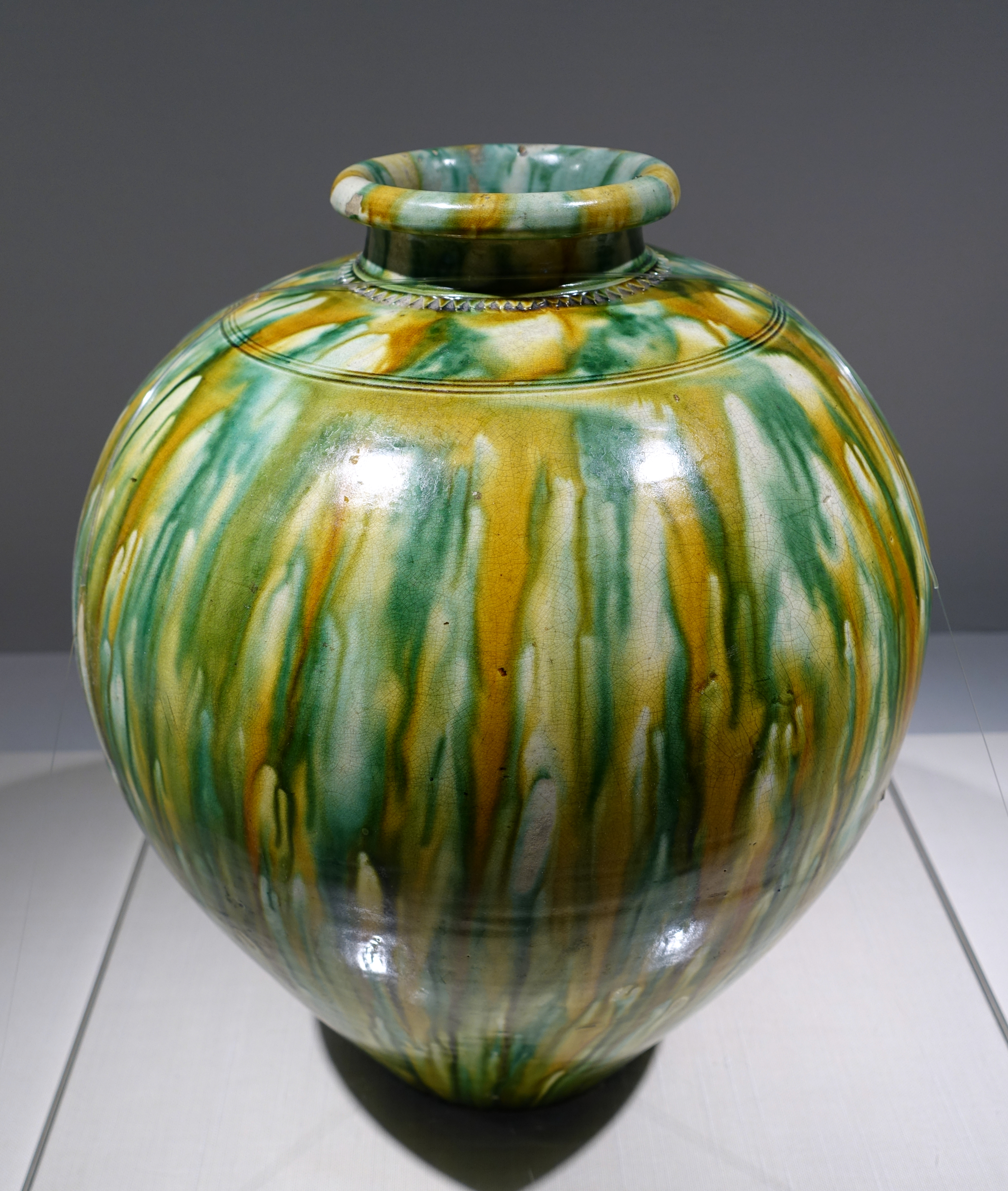
Großer Krug, China, 8. Jahrhundert, Matsuoka-Kunstmuseum Tokyo
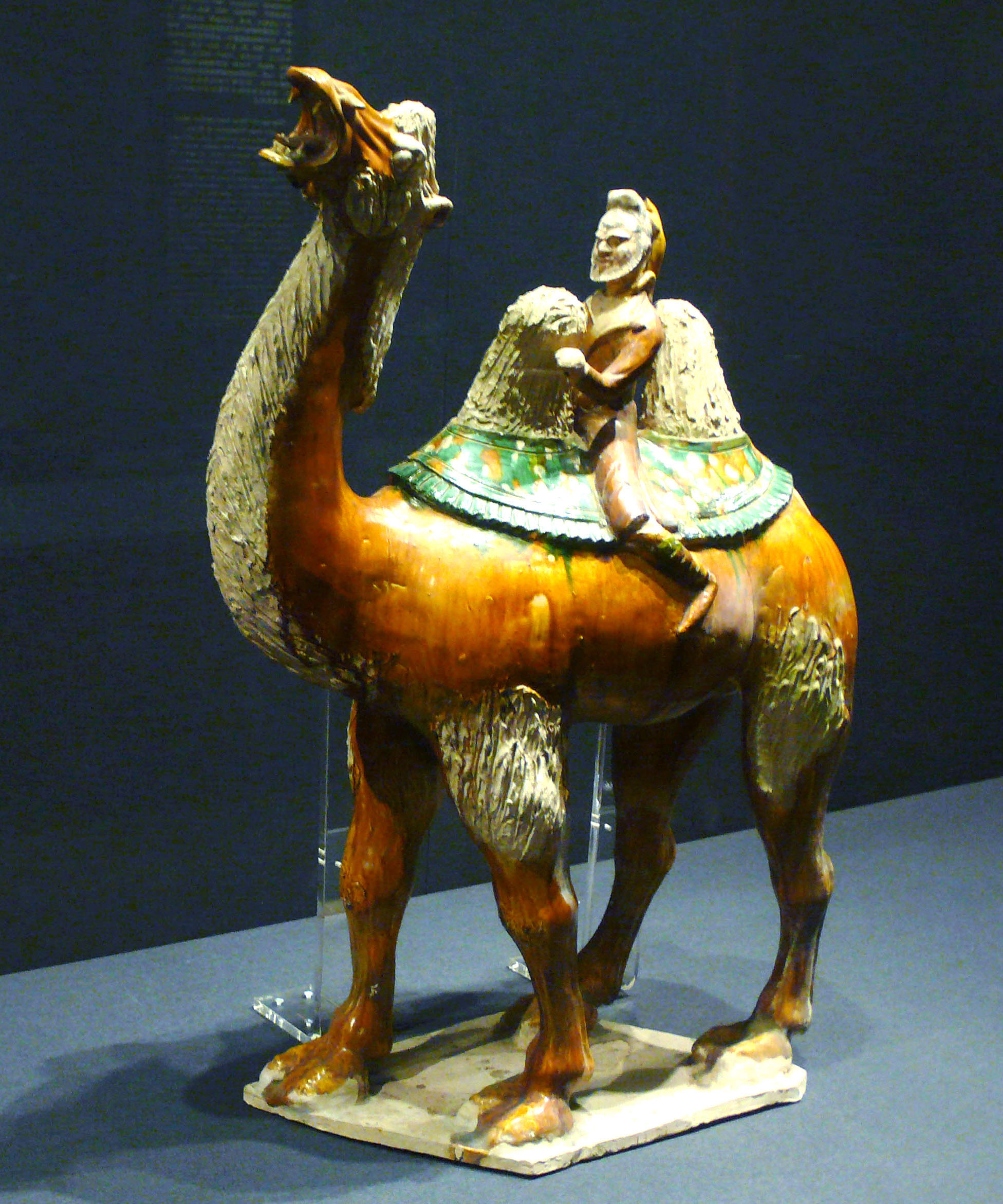
Kamel mit Reiter, wohl einen Sogder darstellend, Tang-Dynastie, Palastmuseum Peking

### Nach den Tang
Es gibt keine Hinweise, dass sich die Produktion in der Zeit der Fünf Dynastien fortgesetzt hätte. In der Liao-Dynastie (916–1125), die nur den Norden des heutigen Chinas beherrschte, wurde jedoch wieder Sancai-Irdenware hergestellt, mit zwei Öfen in der inneren Mongolei und einem im Nordwesten von Peking. Während der Song-Dynastie (960–1279) und der Jin-Dynastie wurden an vielen verschiedenen Orten Sancai-Waren produziert. Dazu zählten auch Gegenstände mit buddhistischem Bezug, wie Buddha-Statuen oder Stupas.

### Wiederbelebung in der Qing-Dynastie
Während der Qing-Dynastie (1644–1910) wurde neben anderen antiken Stilen auch die Sancai-Keramik wiederbelebt. Die Technik wurde statt auf Irdengut nun mit Jingdezhen-Porzellan verwendet. Die Dekoration bestand oft aus dynamischen Farbsprenkeln.

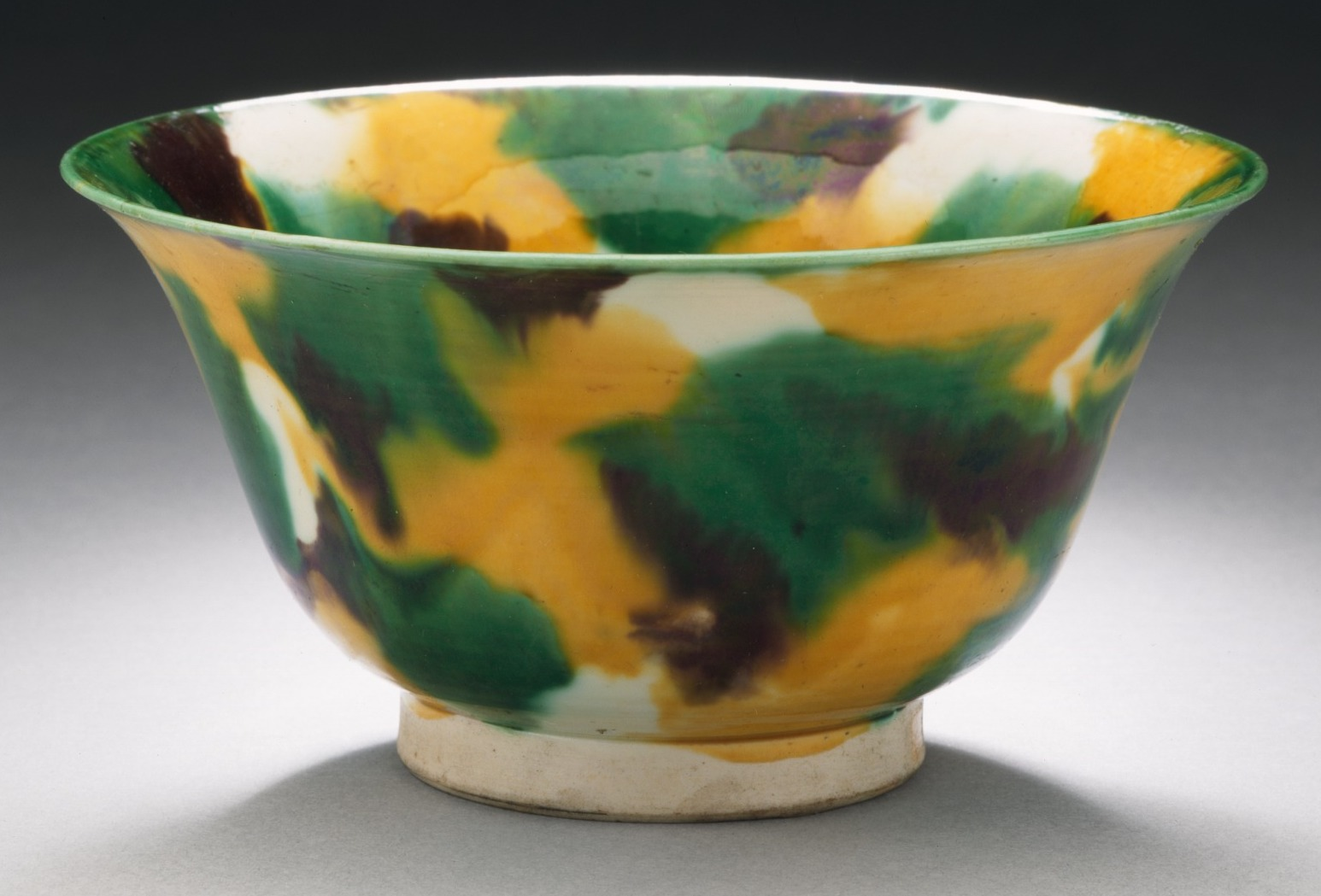
Schale aus der Kangxi-Periode (1661–1722). Durchmesser 12 cm. Los Angeles County Museum of Art
Wandvase in Form eines Löwen, Kangxi-Periode, Höhe 23 cm, Hallwyl-Museum Stockholm

## Belege
- QiQi Jiang, Tang Sancai. Dissertation, Universität Oxford, 2009.

- J. F. Cui, Y. Lei, Z. B. Jin, B. L. Huang, X. H. Wu: Lead isotope analysis of Tang Sancai pottery glazes from Gongyi Kiln, Henan Procinve and Huangbao Kiln, Shaanxi Province. In: Archaeometry. November 2009, doi:10.1111/j.1475-4754.2009.00495.x (wiley.com [abgerufen am 7. November 2021]).

### Einzelbelege
1. ↑  Siehe Cui et al.
2. ↑  Chinese pottery - The Sui (581–618) and Tang (618–907) dynasties. Abgerufen am 7. November 2021 (englisch).
3. ↑  Jiang, S. 114
4. ↑  Jiang, S. 11–13 und Tabelle 1.2
5. ↑  Jiang, S. 93
6. ↑  Jiang, S. 3
7. ↑  siehe Cui et al.
8. ↑  Jiang, S. 21
9. ↑  Jiang, S. 17–18
10. ↑  Jiang, S. 165
11. ↑  Jiang, S. 166